# Крючок
Крючо́к — заплавне озеро у Менському районі Чернігівської області, на лівому березі Десни (басейн Дніпра), за 2 км на південь від села Максаки.
Довжина понад 3 км, ширина до 200 м, площа 0,6 км², глибина до 6 м. Улоговина підковоподібної форми. Береги підвищені, вкриті лучною рослинністю, у північній частині — дубовим лісом. Живиться за рахунок водообміну з Десною, з якою сполучене протокою. Влітку часто пересихає.
Температура води влітку до +18,5 °C, на глибині 0,5 м від поверхні, +9 °C на глибині 0,5 м від дна. Взимку замерзає. Прозорість води до 1 м. Донні відклади мулисті, подекуди піщано-мулисті.
З водяної рослинності переважають лепешняк великий, куга озерна, глечики жовті, спіродела, елодея, рдесники.
Водяться щука, карась, окунь, плітка, лин. У прибережних заростях — гніздування очеретянок, є голуба рибалочка.
Рибальство.